# تصفيات كأس العالم للسيدات 2015
حددت تصفيات كأس العالم للسيدات 2015 الفرق الـ23 التي انضمت إلى كندا، الدولة المضيفة لدورة 2015، للتنافس على كأس العالم للسيدات.
ارتفع عدد المشاركين من 16 فريقاً في كأس العالم للسيدات 2011 إلى 24 فريقاً في كأس العالم للسيدات 2015. ونتيجة لذلك، أعلن الاتحاد الدولي لكرة القدم عن توزيع جديد للمراكز لكل اتحاد قاري  في 11 يونيو 2012:
- الاتحاد الآسيوي لكرة القدم (آسيا): 5 مراكز (زيادة عن 3)
- الاتحاد الإفريقي لكرة القدم (أفريقيا): 3 مراكز (زيادة عن 2)
- كونكاكاف (أمريكا الشمالية/أمريكا الوسطى، الكاريبي): 3.5+1 (المضيف) مراكز (زيادة عن 2.5)
- كونميبول (أمريكا الجنوبية): 2.5 مراكز (زيادة عن 2)
- اتحاد أوقيانوسيا لكرة القدم (أوقيانوسيا): 1 مركز (نفس عدد 2011)
- الاتحاد الأوروبي لكرة القدم (أوروبا): 8 مراكز (زيادة عن 4.5+1)

شارك رقم قياسي من 134 دولة عضو في الفيفا (دون احتساب كندا) في بطولات التصفيات المؤهلة. بالإضافة إلى ذلك، شاركت دولتان غير منتميتين للفيفا في تصفيات بطولة كونكاكاف للسيدات 2014 [الإنجليزية]. وانسحبت أربع فرق إفريقية قبل لعب أي مباراة.

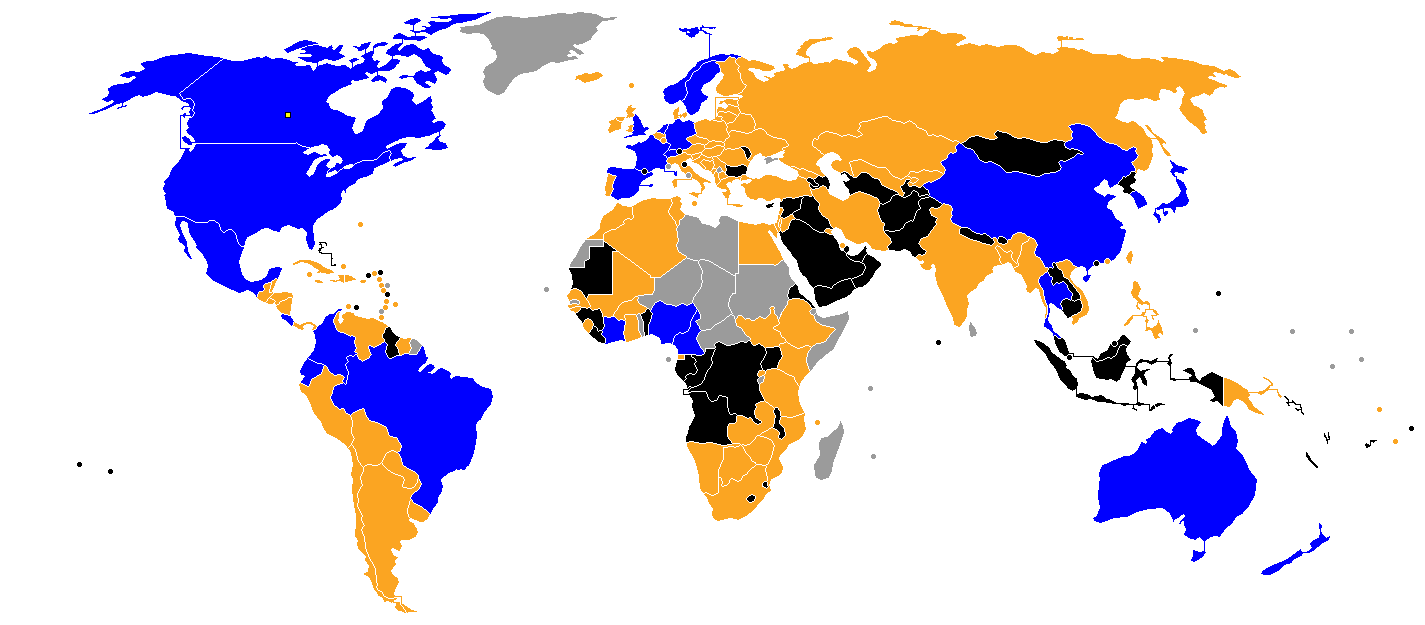
متأهل
لم يتأهل
لم يشارك
فريق سيدات غير نشط

## الفرق المؤهلة
| الفريق           | مؤهل كـ                                                                    | تاريخ التأهل   | المشاركة في النهائي | السلسلة المتتالية | أفضل أداء سابق                                                                          | تصنيف فيفا العالمي للسيدات1 |
| ---------------- | -------------------------------------------------------------------------- | -------------- | ------------------- | ----------------- | --------------------------------------------------------------------------------------- | --------------------------- |
| كندا             | مستضيف                                                                     | 2011 مارس 3    | السادسة             | 6                 | المركز الرابع (كأس العالم للسيدات 2003)                                                 | 8                           |
| اليابان          | كأس آسيا للسيدات 2014 البطل                                                | 2014 مايو 18   | السابعة             | 7                 | البطل (كأس العالم للسيدات 2011)                                                         | 3                           |
| أستراليا         | كأس آسيا للسيدات 2014 الوصيف                                               | 2014 مايو 18   | السادسة             | 6                 | ربع النهائي (كأس العالم للسيدات 2007، كأس العالم للسيدات 2011)                          | 10                          |
| الصين            | كأس آسيا للسيدات 2014 المركز الثالث                                        | 2014 مايو 17   | السادسة             | 1                 | الوصيف (كأس العالم للسيدات 1999)                                                        | 14                          |
| كوريا الجنوبية   | كأس آسيا للسيدات 2014 المركز الرابع                                        | 2014 مايو 17   | الثانية             | 1                 | الدور الأول (كأس العالم للسيدات 2003)                                                   | 17                          |
| تايلاند          | كأس آسيا للسيدات 2014 المركز الخامس                                        | 2014 مايو 21   | الأولى              | 1                 | الظهور الأول                                                                            | 30                          |
| سويسرا           | تصفيات الاتحاد الأوروبي [الإنجليزية] متصدر المجموعة 3                      | 2014 يونيو 15  | الأولى              | 1                 | الظهور الأول                                                                            | 18                          |
| إنجلترا          | تصفيات الاتحاد الأوروبي [الإنجليزية] متصدر المجموعة 6                      | 2014 أغسطس 21  | الرابعة             | 3                 | ربع النهائي (كأس العالم للسيدات 1995، كأس العالم للسيدات 2007، كأس العالم للسيدات 2011) | 7                           |
| النرويج          | تصفيات الاتحاد الأوروبي [الإنجليزية] متصدر المجموعة 5                      | 2014 سبتمبر 13 | السابعة             | 7                 | البطل (كأس العالم للسيدات 1995)                                                         | 9                           |
| ألمانيا          | تصفيات الاتحاد الأوروبي [الإنجليزية] متصدر المجموعة 1                      | 2014 سبتمبر 13 | السابعة             | 7                 | البطل (كأس العالم للسيدات 2003، كأس العالم للسيدات 2007)                                | 2                           |
| إسبانيا          | تصفيات الاتحاد الأوروبي [الإنجليزية] متصدر المجموعة 2                      | 2014 سبتمبر 13 | الأولى              | 1                 | الظهور الأول                                                                            | 16                          |
| فرنسا            | تصفيات الاتحاد الأوروبي [الإنجليزية] متصدر المجموعة 7                      | 2014 سبتمبر 13 | الثالثة             | 2                 | المركز الرابع (كأس العالم للسيدات 2011)                                                 | 4                           |
| السويد           | تصفيات الاتحاد الأوروبي [الإنجليزية] متصدر المجموعة 4                      | 2014 سبتمبر 17 | السابعة             | 7                 | الوصيف (كأس العالم للسيدات 2003)                                                        | 5                           |
| البرازيل         | كوبا أمريكا فمنينا 2014 البطل                                              | 2014 سبتمبر 26 | السابعة             | 7                 | الوصيف (كأس العالم للسيدات 2007)                                                        | 6                           |
| كولومبيا         | كوبا أمريكا فمنينا 2014 الوصيف                                             | 2014 سبتمبر 28 | الثانية             | 2                 | الدور الأول (كأس العالم للسيدات 2011)                                                   | 31                          |
| نيجيريا          | بطولة إفريقيا لكرة القدم للسيدات 2014 البطل                                | 2014 أكتوبر 22 | السابعة             | 7                 | ربع النهائي (كأس العالم للسيدات 1999)                                                   | 35                          |
| الكاميرون        | بطولة إفريقيا لكرة القدم للسيدات 2014 الوصيف                               | 2014 أكتوبر 22 | الأولى              | 1                 | الظهور الأول                                                                            | 51                          |
| الولايات المتحدة | بطولة كونكاكاف للسيدات 2014 [الإنجليزية] البطل                             | 2014 أكتوبر 24 | السابعة             | 7                 | البطل (كأس العالم للسيدات 1991، كأس العالم للسيدات 1999)                                | 1                           |
| كوستاريكا        | بطولة كونكاكاف للسيدات 2014 [الإنجليزية] الوصيف                            | 2014 أكتوبر 24 | الأولى              | 1                 | الظهور الأول                                                                            | 40                          |
| ساحل العاج       | بطولة إفريقيا لكرة القدم للسيدات 2014 المركز الثالث                        | 2014 أكتوبر 25 | الأولى              | 1                 | الظهور الأول                                                                            | 64                          |
| المكسيك          | بطولة كونكاكاف للسيدات 2014 [الإنجليزية] المركز الثالث                     | 2014 أكتوبر 26 | الثالثة             | 2                 | الدور الأول (كأس العالم للسيدات 1999، كأس العالم للسيدات 2011)                          | 25                          |
| نيوزيلندا        | كأس أمم نساء أوفك 2014 [الإنجليزية] البطل                                  | 2014 أكتوبر 29 | الرابعة             | 3                 | الدور الأول (كأس العالم للسيدات 1991، كأس العالم للسيدات 2007، كأس العالم للسيدات 2011) | 19                          |
| هولندا           | تصفيات الاتحاد الأوروبي [الإنجليزية] التصفيات الإقصائية [الإنجليزية] البطل | 2014 نوفمبر 27 | الأولى              | 1                 | الظهور الأول                                                                            | 15                          |
| الإكوادور        | تصفيات كونكاكاف–كونميبول التصفيات الإقصائية البطل                          | 2014 ديسمبر 02 | الأولى              | 1                 | الظهور الأول                                                                            | 49                          |

1.^التصنيفات معروضة كما في 19 سبتمبر 2014 – آخر التصنيفات المنشورة قبل السحب الرسمي.

## بطولات التصفيات المؤهلة
| الاتحاد القاري | البطولة                                  | عدد المنتخبات المشاركة | المؤهلة | المراكز | بداية التصفيات | نهاية التصفيات |
| -------------- | ---------------------------------------- | ---------------------- | ------- | ------- | -------------- | -------------- |
| AFC            | كأس آسيا للسيدات 2014                    | 20                     | 5       | 5       | 21 مايو 2013   | 21 مايو 2014   |
| CAF            | بطولة إفريقيا لكرة القدم للسيدات 2014    | 26                     | 3       | 3       | 14 فبراير 2014 | 25 أكتوبر 2014 |
| CONCACAF       | بطولة كونكاكاف للسيدات 2014 [الإنجليزية] | 28+11                  | 3+1     | 3½+1    | 19 مايو 2014   | 2 ديسمبر 2014  |
| CONMEBOL       | كوبا أمريكا فمنينا 2014                  | 10                     | 3       | 2½      | 11 سبتمبر 2014 | 2 ديسمبر 2014  |
| OFC            | كأس أمم نساء أوفك 2014 [الإنجليزية]      | 4                      | 1       | 1       | 25 أكتوبر 2014 | 29 أكتوبر 2014 |
| UEFA           | تصفيات الاتحاد الأوروبي [الإنجليزية]     | 46                     | 8       | 8       | 4 أبريل 2013   | 27 نوفمبر 2014 |
| المجموع        |                                          | 134+1                  | 23+1    | 23+1    | 4 April 2013   | 2 ديسمبر 2014  |

- 1 بدأت مشاركة 30 دولة، لكن مارتينيك وغوادلوب غير مؤهلتين لتصفيات كأس العالم. إنهما أعضاء في CONCACAF فقط وليسا في الفيفا.

## التصفيات حسب الاتحاد القاري

### الاتحاد الآسيوي
(20 فريقاً يتنافسون على 5 مراكز)
كما في دورة كأس العالم السابقة، خدم كأس آسيا للسيدات 2014 كبطولة تأهيلية. تنافس ما مجموعه 20 فريقاً من AFC على خمس مراكز.
وقد أقيمت البطولة النهائية في فيتنام من 14 إلى 25 مايو 2014، وشارك في البطولة ثمانية فرق، تأهلت أربعة منها – أستراليا، الصين، اليابان وكوريا الجنوبية – تلقائياً من خلال كأس آسيا لكرة القدم للسيدات 2010، بينما تم تحديد البقية عبر بطولة التصفيات.
منتخب كوريا الشمالية لكرة القدم للسيدات تم حظره من البطولة بسبب العقوبة المفروضة على كأس العالم للسيدات 2011 في كأس العالم للسيدات 2011. في مرحلة المجموعات تأهل أفضل فريقين من كل مجموعة إلى نصف نهائي البطولة وكذلك للتصفيات المؤهلة إلى كأس العالم. وتأهلت الفرق التي احتلت المركز الثالث إلى مباراة فاصلة فيما بينها لتحديد الفريق الخامس والأخير المؤهل من AFC. وفي الأخير تأهلت اليابان، وأستراليا، والصين وكوريا الجنوبية إلى كأس العالم. وتأهلت فيتنام وتايلاند إلى مباراة تحديد المركز الخامس.

#### مباراة تحديد المركز الخامس
| فريق 1 | نتيجة | فريق 2  |
| ------ | ----- | ------- |
| فيتنام | 1–2   | تايلاند |

تأهلت تايلاند إلى كأس العالم.

### الاتحاد الإفريقي
(26 فريقاً يتنافسون على 3 مراكز)
كما في دورة كأس العالم السابقة، عملت بطولة إفريقيا لكرة القدم للسيدات 2014 كبطولة تصفيات مؤهلة لكأس العالم للسيدات. وشهدت مرحلة التصفيات دخولاً قياسياً لـ25 فريقاً من الاتحاد الإفريقي (26 إذا احتسبنا دولة ناميبيا المستضيفة للبطولة النهائية). ومع ذلك، انسحبت أربع فرق قبل لعب أي مباراة. وفي مرحلة خروج المغلوب تأهلت نيجيريا، والكاميرون وساحل العاج إلى كأس العالم.

### كونكاكاف
(28 فريقاً يتنافسون على 3 أو 4 مراكز، الدولة المضيفة كندا تتأهل تلقائياً)
كما هو الحال في بطولات كأس العالم السابقة، عملت بطولة كونكاكاف للسيدات 2014 [الإنجليزية] كبطولة تصفيات للمنطقة. دخلت 30 دولة في مرحلة التصفيات [الإنجليزية]، مع عدم أهلية مارتينيك وغوادلوب للتأهل إلى كأس العالم لكونهما أعضاء في كونكاكاف فقط وليسا في الفيفا. وبالتالي، كان هناك 28 فريقاً يتنافسون على ثلاثة أماكن مباشرة بالإضافة إلى مكان المباراة الفاصلة ضد  الإكوادور من اتحاد أمريكا الجنوبية لكرة القدم (CONMEBOL). لم تشارك كندا لأنها تأهلت تلقائياً لكأس العالم بصفتها الدولة المستضيفة.
أقيمت البطولة النهائية في الولايات المتحدة من 15 إلى 26 أكتوبر 2014، وأُجريَ السحب النهائي للمجموعات في 5 سبتمبر.  
حصلت الولايات المتحدة والمكسيك على تأهل مباشر إلى الجولة النهائية للبطولة، حيث انضمت إليهما كوستاريكا وغواتيمالا من أمريكا الوسطى، وإلى جانبهما هايتي، وجامايكا، ومارتينيك، وترينيداد وتوباغو من منطقة الكاريبي.
تأهل كل من فريقي النهائي والفريق الذي احتل المركز الثالث تلقائياً إلى كأس العالم للسيدات 2015. وتأهل الفريق الذي احتل المركز الرابع للعب ضد الفريق الذي احتل المركز الثالث من اتحاد أمريكا الجنوبية لكرة القدم للحصول على مركز إضافي في كأس العالم.
أُعلن خلال السحب النهائي في 5 سبتمبر أن مارتينيك لم تستطع التأهل إلى ما بعد مرحلة المجموعات، وأن أفضل فريق آخر كان سيتولى مكانها في نصف النهائي إذا احتل المرتبة الأولى أو الثانية في مجموعته. وفي مرحلة خروج المغلوب تأهلت الولايات المتحدة، وكوستاريكا والمكسيك إلى كأس العالم. وتأهلت ترينيداد وتوباغو إلى مباراة تصفيات كونكاكاف–كونميبول.

### اتحاد أمريكا الجنوبية لكرة القدم
(10 فرق يتنافسون على 2 أو 3 مراكز)
كما هو الحال في تصفيات كأس العالم السابقة، عملت كوبا أمريكا فمنينا 2014 كبطولة للتصفيات المؤهلة للنهائيات.
تنافست جميع الفرق العشر من اتحاد أمريكا الجنوبية لكرة القدم في البطولة، التي أقيمت في الإكوادور من 11 إلى 28 سبتمبر 2014. تأهل أفضل فريقين من المرحلة الثانية مباشرة إلى كأس العالم، بينما تأهل الفريق الذي احتل المركز الثالث للعب ضد الفريق الذي احتل المركز الرابع من كونكاكاف للحصول على مركز إضافي في كأس العالم.

### اتحاد أوقيانوسيا
(4 فرق يتنافسون على مركز واحد)
كما في دورة كأس العالم السابقة، عملت كأس أمم أوقيانوسيا 2014 [الإنجليزية] كبطولة للتصفيات المؤهلة.
لعب أربعة فرق فقط من أوقيانوسيا في البطولة، التي أقيمت في بابوا غينيا الجديدة من 25 إلى 29 أكتوبر 2014.  
وكان ذلك أقل مما كان في النسخ الأربع الأخيرة من البطولة. وتأهل المنتخب الفائز. وفي المرحلة النهائية تأهلت نيوزيلندا إلى كأس العالم.

### الاتحاد الأوروبي
(46 فريقاً يتنافسون على 8 مراكز)
دخل رقماً قياسياً من 46 فريقاً من الاتحاد الأوروبي مرحلة التصفيات. دخلت الفرق الثمانية الأدنى تصنيفاً البطولة في الجولة التمهيدية ووُزِّعت إلى مجموعتين من أربعة فرق، ولعبت بنظام الدوري ذهاباً فقط من 4 إلى 9 أبريل 2013 في مالطا وليتوانيا على التوالي. وتأهل المتصدرون والوصيفون من كل مجموعة إلى مرحلة المجموعات.
ولُعبت مرحلة المجموعات بنظام الدوري ذهاباً وإياباً من 20 سبتمبر 2013 إلى 17 سبتمبر 2014. تأهلت جميع الفرق الفائزة في المجموعات السبعة مباشرة إلى البطولة النهائية، بينما تأهل أفضل أربعة من الفرق الوصيفة من حيث الأداء ضد الفرق التي احتلت المركز الأول والثالث والرابع والخامس في مجموعاتها إلى مباريات فاصلة للحصول على المركز المتبقي.
لُعبت مباريات التصفيات بنظام الذهاب والإياب على مرحلتين في 25/26 و29/30 أكتوبر (نصف نهائي)، و22/23 و26/27 نوفمبر 2014 (النهائي). وتأهلت ألمانيا، وإسبانيا، وسويسرا، والسويد، والنرويج، وإنجلترا وفرنسا إلى كأس العالم. وتأهلت إيطاليا، واسكتلندا، وهولندا وأوكرانيا إلى التصفيات الإقصائية. وفي التصفيات الإقصائية تأهلت هولندا إلى كأس العالم.

## تصفيات كونميبول–كونكاكاف
أقيمت مباراة التصفيات بين منتخب ترينيداد وتوباغو، الفريق الذي احتل المركز الرابع في كونكاكاف، ومنتخب الإكوادور، الفريق الذي احتل المركز الثالث في كونميبول. وأُجريَ السحب لتحديد ترتيب المباريات في زيورخ في 22 يوليو 2014. استضافت الإكوادور الشوط الأول في 8 نوفمبر 2014، واستضافت ترينيداد وتوباغو الشوط الثاني في 2 ديسمبر 2014. وتأهلت الإكوادور إلى كأس العالم.

## روابط خارجية
- موقع الفيفا